# Murrumbeena
Murrumbeena är en förort till Melbourne i Australien. Den ligger i kommunen Glen Eira och delstaten Victoria, omkring 13 kilometer sydost om centrala Melbourne. Antalet invånare är 8 592.